# Nate Hinton
Nathaniel Robert „Nate” Hinton (ur. 8 czerwca 1999 w Gastonii) – amerykański koszykarz, występujący na pozycji rzucającego obrońcy, od 2023 zawodnik Houston Rockets.
27 sierpnia 2021 został zwolniony przez Dallas Mavericks. 30 grudnia 2021 zawarł 10-dniową umowę z Indiana Pacers. 9 stycznia 2022 powrócił do Fort Wayne Mad Ants. 7 kwietnia 2022 podpisał kontrakt z Indiana Pacers na występy zarówno w NBA, jak i zespole G-League – Fort Wayne Mad Ants. 2 sierpnia 2023 dołączył do Houston Rockets. 

## Osiągnięcia
Stan na 20 września 2023, na podstawie, o ile nie zaznaczono inaczej.
NCAA
- Uczestnik rozgrywek Sweet 16 turnieju NCAA (2019)
- Mistrz sezonu regularnego konferencji American Athletic (AAC – 2019, 2020)
- Zaliczony do I składu:
  - najlepszych debiutantów AAC (2019)
  - II składu AAC (2020)
  - składu The American Honor Roll (2.12.2019, 16.12.2019, 23.12.2019, 6.01.2020, 9.02.2020,
- Najlepszy pierwszoroczny zawodnik kolejki konferencji AAC (7.01.2019)